# Иван Менцел
Иван Менцел (мађ. Menczel Iván), (Каранчаља, 14. децембар 1941 — Шалготарјан, 26. новембар 2011) био је мађарски фудбалер и олимпијски шампион у фудбалу, играо је на позицији везног играча. Менцел је освојио титулу на Олимпијским играма у Мексико Ситију 1968. године, а поред тога је био и члан мађарског тима који је учествовао на Светском првенству 1962. године.
Клупски фудбал је играо у мађарским прволигашким клубовима Шалготарјан БТЦ, Бањас Татабању, будимпештански Вашаш и Вашаш Бп. Иззо. Усвојо каријери играо је на укупно 279 прволигашких утакмица и постигао је 49 голова.

## Достигнућа
- Олимпијске игре
  - златна медаља: 1968, Сјудад Мексико
- Првенство Мађарске у фудбалу
  - 3. место: (4 пута): 1964, 1966, 1968, 1970/71.